# Смердех
Смерди́х (Смерде́х) — річка в Україні, в межах Яворівського району Львівської області. Права притока Завадівки (басейн Вісли).

## Опис
Довжина 16 км, площа басейну 39 км². Річище слабозвивисте. Заплава в нижній течії місцями заболочена.

## Розташування
Витоки розташовані на схід від смт Немирова, між пагорбами південний схилів Розточчя, на території Яворівського полігону. Річка тече переважно на захід і південний захід. Впадає у Завадівку на північній околиці села Щеплоти. 
На правому березі річки розташований смт Немирів, а також санаторій «Немирів». 
Притоки: Чернавка (права) і невеликі потічки.